# World Series by Renault
A World Series by Renault, rövidítve WSR, korábban World Series by Nissan egy több kategóriát magába foglaló autóverseny-sorozat.
Az egyes versenyhétvégék főversenye a Formula Renault 3,5 Series, amelyet gyakran magával a WSR-rel azonosítanak. Az Eurocup Formula Renault 2,0 és az Eurocup Mégane Trophy ennek a betétfutamai.

## Története
A sorozat elődje a spanyol Formula–Renault bajnokság volt, amely 1991-től 1997-ig létezett. A World Series by Nissan 1998-ban jött létre, eredetileg Open Fortuna by Nissan néven. A versenyeket eleinte leginkább Spanyolországban rendezték, de voltak versenyek Portugáliában, Olaszországban, Franciaországban és Brazíliában is.
Eredetileg Coloni kasztnikat használtak Nissan SR motorokkal. Később a kasztni Dallarára, a motor VQ-ra változott.

## Győztesek
| Szezon | Hivatalos név                | Győztes versenyző | Győztes csapat     |
| ------ | ---------------------------- | ----------------- | ------------------ |
| 1998   | Open Fortuna by Nissan       | Marc Gené         | Campos Motorsport  |
| 1999   | Euro Open MoviStar by Nissan | Fernando Alonso   | Campos Motorsport  |
| 2000   | Open Telefónica by Nissan    | Antonio García    | Campos Motorsport  |
| 2001   | Open Telefónica by Nissan    | Franck Montagny   | Vergani Racing     |
| 2002   | Telefónica World Series      | Ricardo Zonta     | Racing Engineering |
| 2003   | Superfund World Series       | Franck Montagny   | Gabord Competition |
| 2004   | World Series by Nissan       | Heikki Kovalainen | Pons Racing        |

| Szezon | Győztes versenyző | Győztes        |
| ------ | ----------------- | -------------- |
| 2002   | Santiago Porteiro | Meycom         |
| 2003   | Juan Cruz Álvarez | Meycom         |
| 2004   | Miloš Pavlović    | Vergani Racing |

| Szezon | Győztes versenyző | Győztes csapat    |
| ------ | ----------------- | ----------------- |
| 2003   | José María López  | ARTA-Signature    |
| 2004   | Giorgio Mondini   | EuroInternational |

World Series by Renault
| 2005 | Robert Kubica       | Epsilon Euskadi           | 2005 | Kobajasi Kamui     | SG Formula            | 2005 | Jan Heylen       | Racing for Belgium |
| 2006 | Alx Danielsson      | Interwetten.com           | 2006 | Filipe Albuquerque | JD Motorsport         | 2006 | Jaap van Lagen   | Tech 1 Racing      |
| 2007 | Álvaro Parente      | Tech 1 Racing             | 2007 | Brendon Hartley    | Epsilon RedBull       | 2007 | Pedro Petiz      | Tech 1 Racing      |
| 2008 | Giedo van der Garde | Tech 1 Racing             | 2008 | Valtteri Bottas    | SG Formula            | 2008 | Michaël Rossi    | Tech 1 Racing      |
| 2009 | Bertrand Baguette   | International DracoRacing | 2009 | Albert Costa       | Epsilon Euskadi       | 2009 | Mike Verschuur   | TDS Racing         |
| 2010 | Mihail Aljosin      | Tech 1 Racing             | 2010 | Kevin Korjus       | Tech 1 Racing         | 2010 | Nick Catsburg    | TDS Racing         |
| 2011 | Robert Wickens      | Carlin                    | 2011 | Robin Frijns       | Koiranen Motorsport   | 2011 | Stefano Comini   | Oregon Team        |
| 2012 | Robin Frijns        | Tech 1 Racing             | 2012 | Stoffel Vandoorne  | Josef Kaufmann Racing | 2012 | Albert Costa     | Oregon Team        |
| 2013 | Kevin Magnussen     | DAMS                      | 2013 | Pierre Gasly       | Tech 1 Racing         | 2013 | Mirko Bortolotti | Oregon Team        |
| 2014 | Carlos Sainz Jr.    | DAMS                      | 2014 | Nyck de Vries      | Koiranen GP           | 2014 | Nem rendeztek    | Nem rendeztek      |
| 2015 | Oliver Rowland      | Fortec Motorsports        | 2015 | Jack Aitken        | Josef Kaufmann Racing | 2015 | Nem rendeztek    | Nem rendeztek      |

## Ismertebb versenyzők
Korábbi vagy jelenlegi Formula–1-es versenyzők
- Marc Gené (1998: 1., 2003: 12.)
- Fernando Alonso (1999: 1.)
- Giorgio Pantano (1999: 21.)
- Franck Montagny (2001: 1., 2002: 2., 2003: 1.)
- Ricardo Zonta (2002: 1.)
- Justin Wilson (2002: 4.)
- Narain Karthikeyan (2002: 9., 2003: 4., 2004: 6.)
- Heikki Kovalainen (2003: 2., 2004: 1.)
- Enrique Bernoldi (2003: 6., 2004: 3.)
- Stéphane Sarrazin (2003: 7.)
- Tiago Monteiro (2004: 2.)
- Robert Kubica (2005: 1.)
- Markus Winkelhock (2005: 3.)
- Sebastian Vettel (2006: 15., 2007: 5.)
- Jaime Alguersuari (2009: 6.)
- Kobajasi Kamui (2005: 1.)
- Pastor Maldonado (2005: 25.; 2006: 3.)
- Karun Chandhok (2005: 29.)

Más sorozatok győztesei
- Andy Priaulx (2001: 18.) – 2004 ETCC (ETCC) győztes, 2005, 2006 és 2007 WTCC világbajnoka
- Matteo Bobbi (2001: 11., 2002: 6.) – 2003 FIA GT Champion
- Alex Lloyd - 2007-es Indy Lights győztes.
- Simon Pagenaud - 2006-os Atlantics győztes.

Egyéb ismert versenyzők
- Will Power (2005: 7.) 2010-es IZOD IndyCar második helyezett a Team Penske színeiben.
- Álvaro Parente (2006: 5.; 2007: 1.) GP2 Series futamgyőztes, többszörös dobogós.

Magyar versenyzők
- Illés Tamás (1998: 18.)
- Kiss Pál Tamás (2012: 28.)